# Mariakapel (Evertsoord, Patersstraat)

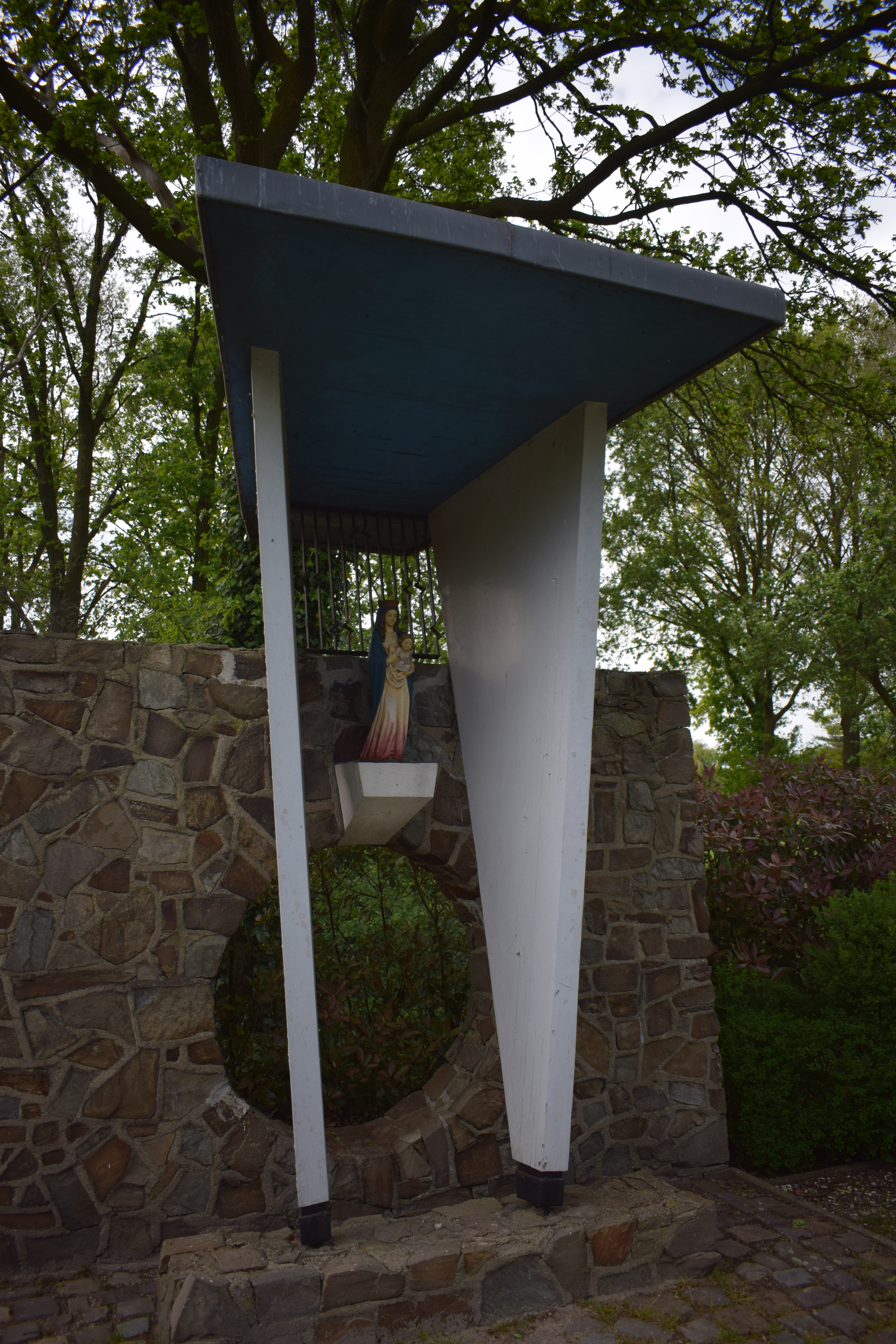
De Mariakapel

De Mariakapel is een kapel in Evertsoord in de Nederlands Noord-Limburgse gemeente Horst aan de Maas. De kapel staat aan de hoofdstraat van het dorp aan de Patersstraat ter hoogte van nummer 26. Elders in het dorp staat een tweede Mariakapel.
De kapel is gewijd aan Maria.

## Geschiedenis
In 1958 werd de kapel gebouwd vanwege de officiële beëindiging van de Peelontginning op 15 mei 1959 en daarmee het begin van het dorp Evertsoord. Ter herdenking daarvan werd de gedachteniskapel gebouwd.

## Bouwwerk
De zeer open kapel bestaat uit een blauw geschilderd betonnen plat dak dat rust op twee wit geschilderde betonnen driehoeken die rusten tegen een gemetselde achtergevel van natuursteen. De gemetselde trapeziumvormige achtergevel reikt niet tot het dak en heeft onder het midden een grote cirkelvormige opening. De sluitsteen van deze opening is tevens de console waarop het Mariabeeld staat.
Beeldhouwer Charles Vos had voor de pastoor van de parochie Kronenberg een Mariabeeld gemaakt dat in 1938 aan de pastoor werd aangeboden. Het was de bedoeling dat het beeld in een eigen kapel geplaatst zou worden, maar werd uiteindelijk in de kerk geplaatst. Naar voorbeeld van het beeld van Vos maakte Grad van Enckevort een nieuw Mariabeeld dat in de kapel geplaatst werd. Dit beeld werd echter gestolen en een nieuw Mariabeeld voor de kapel werd door Thei Pubben gemaakt.